# Don Juan (Strauss)
Don Juan, Op. 20, cung Mi trưởng là bản giao hưởng thơ của nhà soạn nhạc người Đức Richard Strauss. Tác phẩm được viết vào năm 1888. Bản giao hưởng thơ này được Carl Dahlhaus đánh giá là "biểu tượng âm nhạc của fin-de-siècle hiện đại", đặc biệt là "tâm trạng bùng nổ" ở các ô nhịp đầu tiên. Khi tác phẩm được ra mắt năm 1889, một nửa khán giả hết lời khen ngợi trong khi nửa còn lại tỏ ra phản đối kịch liệt. Mặc dù thế, Strauss vẫn vui vẻ nhận ra rằng mình đã đi đúng đường, ông nói "Tôi cảm thấy phấn khởi khi biết rằng mình đã chọn đúng con đường để đi và hoàn toàn nhận thức rằng không có một người nghệ sĩ nào dễ dàng từ bỏ nó chỉ bởi những người xung quanh.".